# Ругозерский район
Ругозе́рский район (фин. Rukajärven piiri) — административно-территориальная единица в составе Автономной Карельской ССР, Карельской АССР и Карело-Финской ССР, существовавшая в 1927—1958 годах. Центром района было село Ругозеро.
Ругозерский район был образован в 1927 году в результате ликвидации уездного деления Автономной Карельской ССР. В 1931 году к нему был присоединён Ребольский район и район стал называться Средне-Карельским. В феврале 1932 г. району было возвращено старое название Ругозерский В 1935 году Ребольский район был вновь выделен из Ругозерского района, а в 1948 — снова присоединён к нему.
По данным на 1 января 1931 года Ругозерский район имел площадь 8,7 тыс. км². В его состав входило 5 сельсоветов и 45 сельских населённых пунктов, в которых проживало 2975 человек. Городов и посёлков городского типа не было.
По данным 1934 года имел статус финского национального района.
В соответствии с указом Президиума Верховного Совета Карело-Финской ССР от 31 декабря 1943 г. к Ругозерскому району от Медвежьегорского района был присоединен Уросозерский сельсовет.
По данным на 1 января 1958 года Ругозерский район имел площадь 16,2 тыс. км². В его состав входило 8 сельсоветов. Городов и посёлков городского типа не было.
В 1958 году Ругозерский район был упразднён, а его территория включена в Сегежский район.